# Zhang Yueqin
Zhang Yueqin (chiń. upr. 張月琴; pinyin Zhāng Yuèqín; ur. 27 stycznia 1960 w Jiangsu) – chińska koszykarka, występująca na pozycji niskiej skrzydłowej, reprezentantka kraju, multimedalistka międzynarodowych imprez koszykarskich.

## Osiągnięcia
Na podstawie, o ile nie zaznaczono inaczej.

### Reprezentacja
- Mistrzyni igrzysk azjatyckich (1982, 1986)[3]
- Brązowa medalistka:
  - olimpijska (1984)[4][5][6]
  - mistrzostw świata (1983)[7]
- Uczestniczka:
  - mistrzostw świata (1983, 1986 – 5. miejsce)[8]
  - kwalifikacji olimpijskich (1984 – 1. miejsce)[9]